# Cayuga (langue)
Le cayuga ou cayouga (Gayogo̱hó:nǫˀ en cayuga) est une langue iroquoienne du Nord parlée par une soixantaine de personnes, presque toutes âgées, en Ontario, dans la Réserve des six nations. Un groupe de Cayugas vit en Oklahoma mais ils sont désormais tous anglophones. Le cayuga, que les Français nommaient le « goyogouin », était une des langues de la confédération iroquoise des Cinq-Nations.
Selon Statistique Canada, en 2021, le cayuga est la langue maternelle de 65 personnes au Canada.

## Écriture
| a | d | e | g | h | i | j | k | n | o | r | s | t | u | w | y | ˀ |

## Phonologie

### consonnes
|              | Bilabiale | Dentale | Latérale | Palatale | Post-alv. | Vélaire       | Glottale |
| ------------ | --------- | ------- | -------- | -------- | --------- | ------------- | -------- |
| Occlusive    |           | t [t]   |          |          |           | k [k] kw [kʷ] | ˀ [ʔ]    |
| Fricative    |           | s [s]   |          |          |           |               | h [h]    |
| Affriquée    |           |         |          |          | ts [t͡s]   |               |          |
| Nasale       |           | n [n]   |          |          |           |               |          |
| Liquide      |           |         | r [r]    |          |           |               |          |
| Semi-voyelle | w [w]     |         |          | y [j]    |           |               |          |

- Allophones
  - Devant une voyelle la plupart des occlusives, affriquées et fricatives, à savoir t, k, kw, s, ts deviennent sonores.

### Voyelles
|         | Antérieure  | Postérieure |
| ------- | ----------- | ----------- |
| Fermée  | i [i]       | (u) [u]     |
| Moyenne | e [e] ę [ɛ̃] | o [o] ǫ [ɔ̃] |
| Ouverte | a [a]       |             |